# 紫雲寺家の子供たち
『紫雲寺家の子供たち』（しうんじけのこどもたち）は、宮島礼吏による日本の漫画作品。『ヤングアニマル』（白泉社）にて、2022年5号から連載中。略称は「紫雲寺家」。公式認定ファンアートハッシュタグは「#紫雲寺家あーと」。第1巻のあとがきにて「第13巻で完結します」と明言されている。作者の宮島は『週刊少年マガジン』（講談社）にて連載中の『彼女、お借りします』との同時並行連載である。作画協力として雪野れいじが参加している。
宮島礼吏のpixivFANBOXでは月額100円以上のプラン支援者に対して、ヤングアニマル本誌よりも数日間だけ先行配信をしている。
『ヤングアニマル』2022年12号を最後に休載していたが、同年22号より連載が再開された。2023年より月に1回の掲載になり、2024年より毎号の掲載になった。

## あらすじ
物語の舞台は東京都世田谷区にある紫雲寺家。長男・新は同じクラスの横山ららに思いを寄せつつも奥手で告白ができずにいた。まわりからは美女姉妹に囲まれた"ハーレムラブコメ"と言われるものの、新自身は姉妹にそんな気は起きないと思っている。そんな中、自宅で五女・ことのの誕生日会の直前に父親から驚きの事実が告げられる。家族?姉妹?それとも…?
物語序盤は五女・ことのだけが新に対して恋心を抱いているが、物語が進むにつれて他の姉妹の心にも変化が生まれていく。

## 登場人物
声の項はテレビアニメ版における声優。

### 紫雲寺家7兄弟姉妹
紫雲寺家の兄弟姉妹の年齢順は上から万里→清葉→新&謳華→南&志苑→ことの。なお、紫雲寺要の血を分けた実子の有無は説明されておらず、全員が基本は孤児とのこと。
第1巻発売記念で制作されたPVではナレーションおよび5姉妹の声を高橋李依が担当している。
紫雲寺 新（しうんじ あらた）
声 - 梅原裕一郎
本作の主人公。紫雲寺家の長男。高校2年生、16歳。誕生日は10月10日。
謳華と同い年。妹や弟からは「新兄（しんにい）」と呼ばれている。同じクラスのららに思いを寄せている。長男ということで紫雲寺家の跡取りと自他共にみなされている。 三女の謳華と二卵性双生児として育てられたが実は血縁はないらしい。
紫雲寺 万里（しうんじ ばんり）
声 - 安済知佳
紫雲寺家の長女。大学1年生、18歳。誕生日は1月21日。
名門大学に通っており、看護師志望。優しく穏やかな性格で年上年下問わず超人気。新たちが通う高校の卒業生の被告白記録保持者。
父である要から「私たちは基本“孤児”だと聞かされた」。万里の親はわからないらしい。
紫雲寺 清葉（しうんじ せいは）
声 - 高野麻里佳
紫雲寺家の次女。高校3年生、17歳。誕生日は12月6日。
理学部部長で偏差値は校内No.1。クールな性格で常に合理的に物事を進めようとする。
そうした性格ゆえか、男女の関係についても研究者気質で耳年増気味であり、主に新に対して大胆な行動をとることがある。母親の形見の指輪をもっている。
紫雲寺 謳華（しうんじ おうか）
声 - 高橋李依
紫雲寺家の三女。高校2年生、16歳。長男の新と同い年で二卵性双生児として育てられた。誕生日は10月10日。
清葉に次ぐ程成績優秀。運動神経抜群で水泳部と陸上部のエース。友達が多く、人望が厚い。
双子として育てられたからか新とは喧嘩が絶えないが、お互いを信頼していて気にしている様子がうかがえる。髪飾りは5歳の誕生日にもらった母親の形見。
紫雲寺 南（しうんじ みなみ）
声 - 菱川花菜
紫雲寺家の四女。高校1年生、15歳。次男の志苑と同い年で一卵性双生児。誕生日は8月8日。
中学テニス3連覇の天才少女。トッププロのスカウトを受け、未来のオリンピック選手と言われている。見た目はボーイッシュで女子からの人気が厚い。テニス部部長の南朋先輩（日向南朋）のことを慕っている。
紫雲寺 ことの（しうんじ ことの）
声 - 市ノ瀬加那
紫雲寺家の五女。中学3年生、15歳。誕生日は6月15日。
小動物系のルックスで大人しく控えめな性格だが、感情が高ぶった際は自分の意見を率直に述べる一面もある。五姉妹のアイドル的存在。
紫雲寺 志苑（しうんじ しおん）
声 - 小林千晃
紫雲寺家の次男。高校1年生、15歳。四女の南と同い年で一卵性双生児。誕生日は8月8日。戸籍によると軽井沢で生まれたようだが現在その住所地は更地になっている。
裕ちゃんと付き合っており、新の恋の指南役のようにもなっている。

### 紫雲寺家7兄弟姉妹の関係者
紫雲寺 要（しうんじ かなめ）
声 - てらそままさき
紫雲寺家の子供たちの父。穏やかな性格で、子供たちに対しても個々人の人格を尊重した態度で接する。
ことのの誕生日会で7人兄弟姉妹に驚きの事実を告げる。
千尋（ちひろ）
紫雲寺家の父親と「（驚きの事実を）ことのの15歳の誕生日で7人兄弟姉妹に話す」と約束していた人物。
山口さん（やまぐちさん）
声 - 木村悠里
紫雲寺家のメイドさん。
横山 らら（よこやま らら）
声 - 結川あさき
新と同じクラスの女の子。謳華と同じ委員会に所属している。新が想いを寄せていたようだが、本人はたっくんと付き合っているらしい。
たっくん
ららと親密な関係にある男の子。
裕ちゃん（ゆうちゃん）
志苑の彼女。三軒茶屋で知り合ったらしい。
ベルゼクル
声 - 長岡龍歩
紫雲寺家で飼われている犬。「ベル」と呼ばれることもある。
日向 南朋（ひなた なお）
声 - 白石晴香
南が所属する高校テニス部の部長。フェデラーが好き。南とジュースをかけて「ラクレット」をする。

## 書誌情報
- 宮島礼吏『紫雲寺家の子供たち』白泉社〈ヤングアニマルコミックス〉、既刊7巻（2025年5月29日現在）
  1. 2022年7月15日発売[15]、ISBN 978-4-592-16701-3
  2. 2023年7月14日発売[16]、ISBN 978-4-592-16702-0
    - 「公式アンソロジー付き特装版」同日発売[17]、ISBN 978-4-592-16803-4

  3. 2024年2月16日発売[18]、ISBN 978-4-592-16703-7
  4. 2024年7月17日発売[19]、ISBN 978-4-592-16704-4
  5. 2024年10月17日発売[20]、ISBN 978-4-592-16705-1
  6. 2025年3月14日発売[21]、ISBN 978-4-592-16706-8
  7. 2025年5月29日発売[22]、ISBN 978-4-592-16707-5

## テレビアニメ
2025年4月から6月までAT-Xほかにて放送された。

### スタッフ
- 原作 - 宮島礼吏[6]
- 監督 - 上坪亮樹[6]
- シリーズ構成 - 木村暢[6]
- キャラクターデザイン - 武藤幹[6]
- サブキャラクターデザイン - 中島千明[14]
- プロップデザイン - 藤原奈津子[14]
- 衣装デザイン - 松本恵、葛原詩乃[14]
- メインアニメーター - 八木佐織、中尾和麻[14]
- 美術監督 - 有本妃査恵[14]
- 美術設定 - 松本浩樹、石原良光[14]
- 色彩設計 - 真壁源太[14]
- 撮影監督 - 塩野修平[14]
- 編集 - 小野寺絵美[14]
- 音響監督 - 明田川仁[14]
- 音響効果 - 中野勝博[14]
- 音響制作 - マジックカプセル[14]
- 音楽 - Akki、星銀乃丈、堀江晶太 Directed by PHYZ[6]
- 音楽制作 - ランティス[14]
- 音楽プロデューサー - 臼倉竜太郎
- プロデューサー - 根本侑果、武田栄里、飯塚彩、井上秀也、斉藤真吾、東真央、臼倉竜太郎、和田卓治
- 制作プロデューサー - 小林涼
- アニメーション制作 - 動画工房[6]
- 製作 - 「紫雲寺家の子供たち」製作委員会[14]

### 主題歌
「ハニーレモン」
NACHERRYによるオープニングテーマ。作詞は鈴木エレカ、作曲は鈴木エレカとOni、編曲はOni。
「LIKE YOU o(>< = ><)o LOVE YOU?」
紫雲寺家の子供たちによるエンディングテーマ。作詞・作曲・編曲は星銀乃丈とAkkiと堀江晶太。

### 各話リスト
| 話数   | サブタイトル   | 脚本     | 絵コンテ | 演出       | 作画監督 | 総作画監督                 | 初放送日      |
| ------ | -------------- | -------- | -------- | ---------- | --- | -------------------------- | ------------- |
| 第1話  | What if…?      | 木村暢   | 上坪亮樹 | 上坪亮樹   | 中島千明 山野雅明 藤原奈津子 松下郁子 鈴木彩乃                                                                                  | 武藤幹                     | 2025年 4月8日 |
| 第2話  | Now what       | 木村暢   | 上坪亮樹 | 上坪亮樹   | 山野雅明 江口麻里 久保茉莉子 鈴木彩乃                                                                                           | 高橋瑞紀                   | 4月15日       |
| 第3話  | For now        | 土屋理敬 | 原口浩   | 原口浩     | 山野雅明 室賀彩花 板倉健 熊谷勝弘 久保茉莉子                                                                                    | 松下郁子                   | 4月22日       |
| 第4話  | Respectively   | 木村暢   | 金成旻   | 金成旻     | 近響子 阪野日香莉 鈴木彩乃 鈴木水彩 久保茉莉子                                                                                  | 熊谷勝弘                   | 4月29日       |
| 第5話  | Perhaps        | 土屋理敬 | 田中裕子 | 小松和映   | 山野雅明 板倉健 渥美智也 鈴木彩乃 藤原奈津子                                                                                    | 室田雄平 武藤幹            | 5月6日        |
| 第6話  | Now's the time | 木村暢   | 川村一   | 藤井邦雄   | 室賀彩花 板倉健 錦寛乃 宮永あずさ                                                                                               | 高橋瑞紀                   | 5月13日       |
| 第7話  | Surely         | 土屋理敬 | 大迫光紘 | 大迫光紘   | 山野雅明 室賀彩花 八木佐織 中川洋未 中尾和麻                                                                                    | 武藤幹                     | 5月20日       |
| 第8話  | Since then     | 木村暢   | 吉川博明 | 佐々木秀一 | 江口麻里 阪野日香莉 SEKED 迫由里香 久保茉莉子 鈴木水彩 山野雅明                                                                 | 松下郁子                   | 5月27日       |
| 第9話  | Not yet        | 土屋理敬 | 吉川博明 | 内野宮晃希 | 鈴木彩乃 宮部葵 こんど 迫由里香 中尾和麻 宮永あずさ 八木佐織 板倉健 室賀彩花 錦寛乃                                             | 高橋瑞紀                   | 6月3日        |
| 第10話 | Finally        | 木村暢   | 西邑大輔 | 西邑大輔   | 藤原奈津子 江口麻里 SEKED 鈴木水彩 中尾和麻 迫由里香 納武史 八木佐織 武藤幹                                                     | 熊谷勝弘                   | 6月10日       |
| 第11話 | So then        | 土屋理敬 | 北村将   | 北村将     | 板倉健 室賀彩花 山野雅明 阪野日香莉 久保茉莉子 宮永あずさ 藤原奈津子 江口麻里 徳永さやか 鈴木水彩 納武史 こんど 新村香奈 錦寛乃 | 松下郁子 迫由里香 熊谷勝弘 | 6月17日       |
| 第12話 | Still          | 木村暢   | 伊藤良太 | 上坪亮樹   | 山野雅明 八木佐織 室賀彩花 中尾和麻 鈴木彩乃 藤原奈津子                                                                         | 武藤幹                     | 6月24日       |

### 放送局
| 放送期間                | 放送時間                     | 放送局             | 対象地域       | 備考                                            |
| ----------------------- | ---------------------------- | ------------------ | -------------- | ----------------------------------------------- |
| 2025年4月8日 - 6月24日  | 火曜 22:30 - 23:00           | AT-X               | 日本全域       | 製作参加 / CS放送 / 字幕放送 / リピート放送あり |
|                         | 火曜 23:30 - 水曜 0:00       | TOKYO MX           | 東京都         | 製作参加                                        |
| 2025年4月9日 - 6月25日  | 水曜 1:00 - 1:30（火曜深夜） | BS11               | 日本全域       | 製作参加 / BS放送 / 『ANIME+』枠                |
|                         | 水曜 1:19 - 1:49（火曜深夜） | 関西テレビ         | 近畿広域圏     | 製作参加                                        |
| 2025年4月10日 - 6月26日 | 木曜 1:15 - 1:45（水曜深夜） | 長野放送           | 長野県         |                                                 |
|                         | 木曜 1:25 - 1:55（水曜深夜） | テレビ山梨         | 山梨県         |                                                 |
|                         | 木曜 1:28 - 1:58（水曜深夜） | あいテレビ         | 愛媛県         |                                                 |
|                         | 木曜 1:35 - 2:05（水曜深夜） | テレビ静岡         | 静岡県         |                                                 |
|                         | 木曜 1:50 - 2:20（水曜深夜） | テレビ新広島       | 広島県         |                                                 |
|                         | 木曜 1:55 - 2:25（水曜深夜） | 北海道テレビ       | 北海道         | 『アニメな時間』枠                              |
|                         | 木曜 1:59 - 2:29（水曜深夜） | ミヤギテレビ       | 宮城県         |                                                 |
|                         | 木曜 2:04 - 2:34（水曜深夜） | 長崎国際テレビ     | 長崎県         |                                                 |
|                         | 木曜 2:28 - 2:58（水曜深夜） | IBC岩手放送        | 岩手県         |                                                 |
|                         | 木曜 2:30 - 3:00（水曜深夜） | メ〜テレ           | 中京広域圏     |                                                 |
|                         |                              | 新潟放送           | 新潟県         |                                                 |
|                         | 木曜 2:35 - 3:05（水曜深夜） | 日本海テレビ       | 鳥取県・島根県 |                                                 |
|                         | 木曜 3:00 - 3:30（水曜深夜） | RKB毎日放送        | 福岡県         |                                                 |
| 2025年4月11日 - 6月27日 | 金曜 2:06 - 2:36（木曜深夜） | 琉球放送           | 沖縄県         |                                                 |
|                         | 金曜 2:22 - 2:52（木曜深夜） | チューリップテレビ | 富山県         |                                                 |
| 2025年4月13日 - 6月29日 | 日曜 1:15 - 1:45（土曜深夜） | 福井テレビ         | 福井県         |                                                 |
|                         | 日曜 1:28 - 1:58（土曜深夜） | テレビユー山形     | 山形県         |                                                 |
|                         | 日曜 2:30 - 3:00（土曜深夜） | 鹿児島放送         | 鹿児島県       |                                                 |

| 配信開始日    | 配信時間                | 配信サイト | 備考                 |
| ------------- | ----------------------- | --- | -------------------- |
| 2025年4月8日  | 火曜 23:30 更新         | ABEMA dアニメストア | 地上波同時・最速配信 |
| 2025年4月11日 | 金曜 23:30 以降順次更新 | ニコニコ生放送 ニコニコチャンネル U-NEXT アニメ放題 Lemino バンダイチャンネル Hulu DMM TV TELASA J:COM STREAM milplus見放題パックプライム AnimeFesta FOD Prime Video Netflix Disney+ TVer カンテレドーガ | 見放題配信           |
|               |                         | Rakuten TV HAPPY!動画 ムービーフルPlus | 都度課金配信         |

### BD / DVD
| 巻 | 発売日            | 収録話         | 規格品番   | 規格品番   | 規格品番   |
| 巻 | 発売日            | 収録話         | BD限定版   | BD通常版   | DVD通常版  |
| -- | ----------------- | -------------- | ---------- | ---------- | ---------- |
| 1  | 2025年7月25日     | 第1話 - 第4話  | ZMXZ-18361 | ZMXZ-18371 | ZMBZ-18381 |
| 2  | 2025年8月27日予定 | 第5話 - 第8話  | ZMXZ-18362 | ZMXZ-18372 | ZMBZ-18382 |
| 3  | 2025年9月26日予定 | 第9話 - 第12話 | ZMXZ-18363 | ZMXZ-18373 | ZMBZ-18383 |